# Маја Плисецка
Маја Михајловна Плисецка (рус. Майя Михайловна Плисецкая; Москва, 20. новембар 1925 — Минхен, 2. мај 2015) била је руска балерина.

## Ране године
Маја Плисецка потиче из старе руске балетске фамилије јеврејског порекла. Ујак Асаф Месерер био је професор Балета. Тетка уз коју је одрасла, Суламиф Месерер, била је примабалерина Бољшог балета.
Младост Маје Плисецке обележиле су патње под стаљинизмом. Отац јој је нестао без трага 1937, а мајка депортована у Казахстан. Педесет година касније откривено је да је отац убијен. Постала је члан Бољшој балета 1943, али до 1959. није могла да наступа у иностранству услед подозривости према њеном пореклу.

## Каријера
Плисецка је постала позната по високим скоковима, флексибилним леђима, дугим рукама, грациозности покрета и харизми, којој су доприносили упечатљив изглед и црвена коса. Њене најчувеније улоге биле су у балетима Лабудово језеро (1947), Успавана лепотица (1961), Кармен, Дон Кихот и Ана Карењина. Улогу Умирућег лабуда играла више од хиљаду пута. Године 1958. додељена јој је титула „Заслужног уметника Совјетског Савеза“. Исте године удала се за младог композитора Родион Шчедрина. 
Током каријере, критичари су је видели као дефинитивну наследницу легендарне Ане Павлове. За њу су инсценирали познати кореографи Ролан Пети и Морис Бежар. Каријера јој је трајала неуобичајено дуго - 60 година. Последњи пут је наступила 1996. када је имала 70 година, у кореографији Мориса Бежара „Аве Маја“.
Маја Плисецка умрла је 2. маја 2015. од последица срчаног удара у Немачкој.